# 沈括

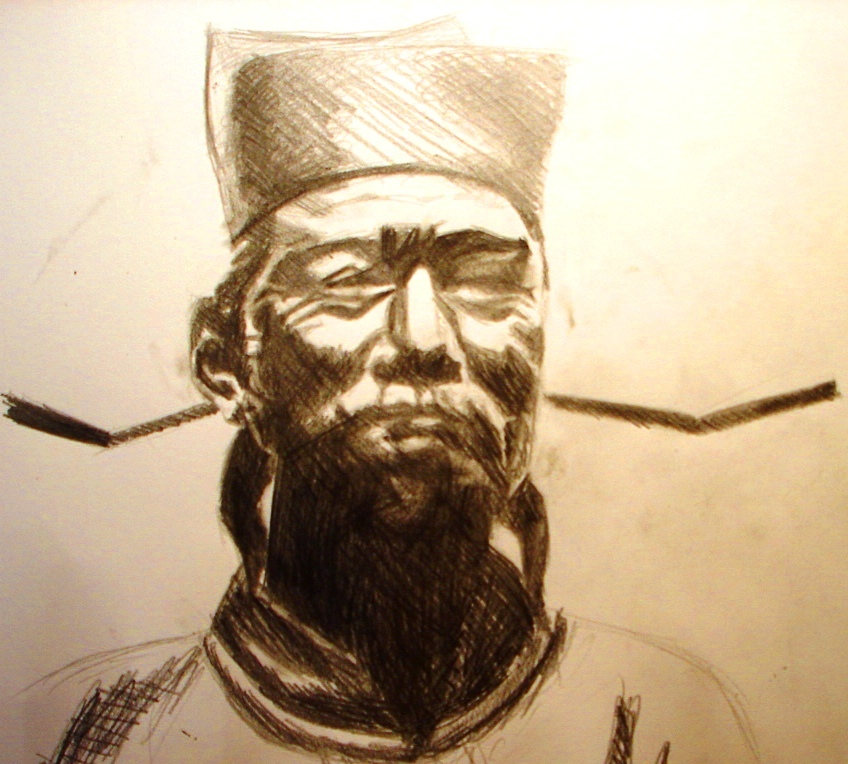
沈括

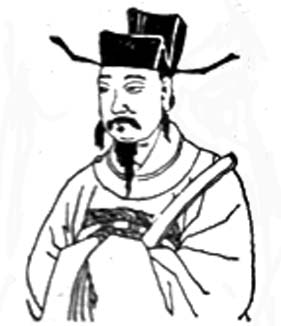
沈括

沈 括（しん かつ、1031年 - 1095年）は、北宋時代中期の政治家・学者。字は存中。夢渓丈人と号する。父は沈周。伯父は沈同。兄は沈扶（沈遘・沈遼の父）。

## 略伝
杭州銭塘県の出身。仁宗の嘉祐年間の進士。神宗の時に太子中允・検正中書刑房公事・提挙司天監などを歴任する。歴官としても業績を上げ、史館検討の職を兼任することになる。淮南に飢饉があった時に察訪使として派遣され、穀価を下げさせ、廃田を復興して水利を治める。集賢校理となり、浙江の水田を監察する。さらに太常丞・修起居注となり、大いに民政に努めた。知制誥・通進銀台司に昇進し、河北西路察訪使となる。
遼の使者である蕭禧が来て、黄嵬山（現在の山西省忻州市原平市）の地が遼の領土であることを主張した時、沈括は枢密院の古地図を調査し、長城が遼と宋の国境であることを主張、遼の要求を撤回させた。その功により、翰林学士権三司使を拝命した。王安石の新法には賛成の立場を採り、呉充が免役法（募役法）を批判した時には、不満を述べるのは（労役に関係のない）士大夫ばかりであるとこれに反論している。
集賢院学士となった後に宣州知州となり、龍図閣待制・知審官院に任命され、青州知州となるが、赴任する前に延州に改められた。よく治績を上げ、名声が広く伝わったが、ある事件に連座して均州の団練副使に左遷された。
哲宗の元祐初年に秀州に渡り、光禄少卿となって南京（応天府）に赴任する。後、潤州の夢渓園に隠居して8年後に没する。

## 著作
沈括は博学で、天文・方志・律暦・音楽・医薬・卜算など得意分野が広く文章に優れ、著作は多い。今日残るものに、次の著作がある。
- 『蘇沈良方』8巻 - 方薬に関する著。後に、蘇軾の医説を付加した。
- 『長輿集』19巻 - 文集。沈遘・沈遼の文集と併せて『呉輿三沈集』として知られる。
- 『夢渓筆談』 - 随筆集。平凡社東洋文庫全3巻で梅原郁訳がある。「中国の科学技術史」でも重要な文献である。